# Virisen
Virisen (sydsamiska: Vijriesjaevrie) är en sjö i Storumans kommun och Vilhelmina kommun i Lappland som ingår i Vapstälvens huvudavrinningsområde. Sjön har en area på 28 kvadratkilometer och ligger 605 meter över havet. Virisen ligger i Virisens vattensystem Natura 2000-område och skyddas av fågeldirektivet. Sjön avvattnas av vattendraget Vapstälven som rinner västerut och mynnar i Atlanten.
Sjön delas på längden av gränsen mellan Storumans och Vilhelmina kommuner.
Virisen är det största oreglerade öringvattnet i Västerbottens län. Här finns också ett gott rödingbestånd. Vid Virisens norra strand ligger en bosättning med samma namn, som fick vägförbindelse först 1991.

## Delavrinningsområde
Virisen ingår i delavrinningsområde (725644-147225) som SMHI kallar för Utloppet av Virisen. Medelhöjden är 682 meter över havet och ytan är 102,51 kvadratkilometer. Räknas de 40 avrinningsområdena uppströms in blir den ackumulerade arean 250,58 kvadratkilometer. Avrinningsområdets utflöde Vapstälven mynnar i Atlanten. Avrinningsområdet består mestadels av skog (59 procent) och kalfjäll (11 procent). Avrinningsområdet har 28,17 kvadratkilometer vattenytor vilket ger det en sjöprocent på 27,5 procent.